# マルッティ・パーヴォラ

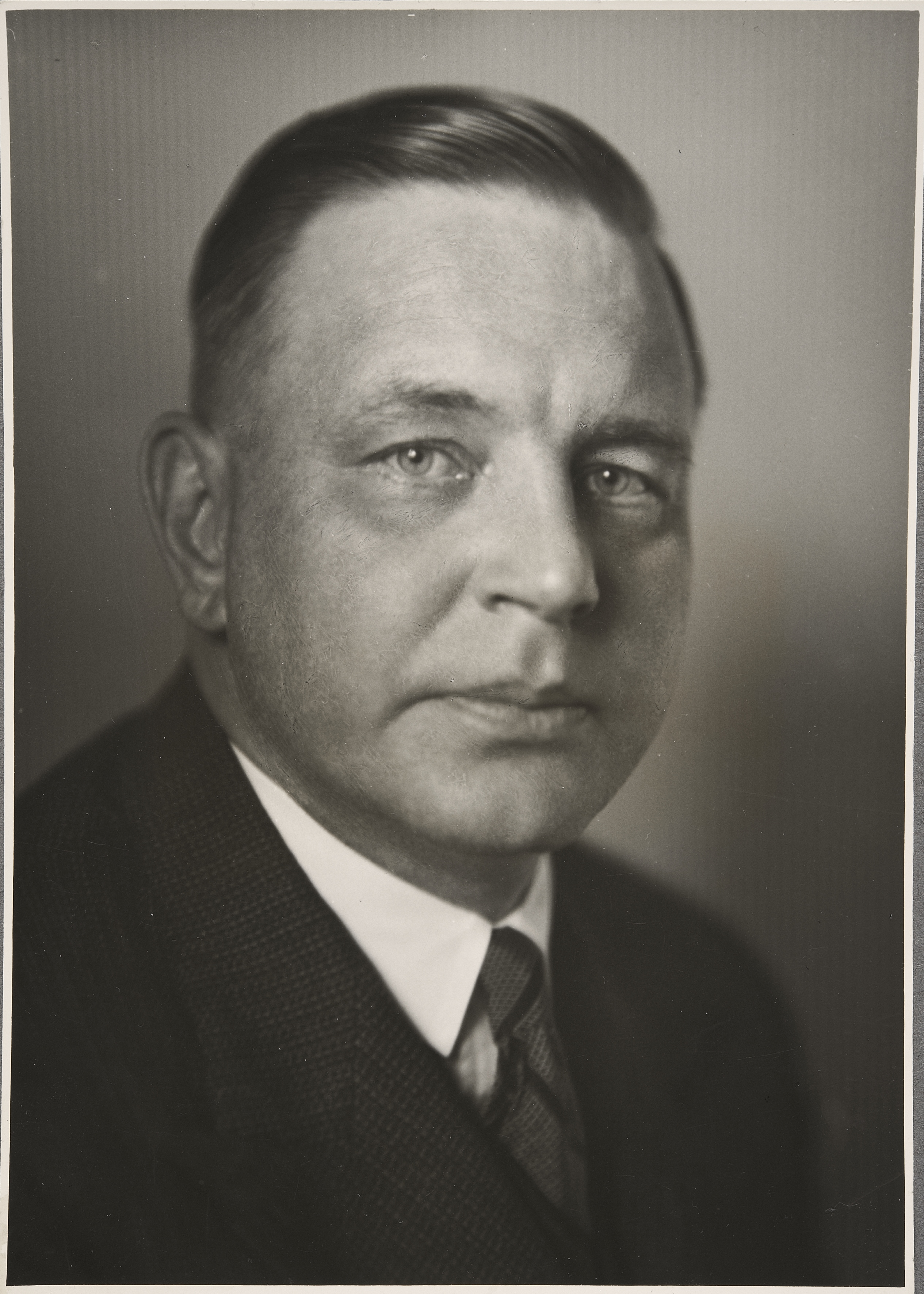
マルッティ・パーヴォラ。

マルッティ・ラウリ・パーヴォラ(Martti Lauri Paavola, 1898年7月20日 - 1990年3月26日)は、フィンランドのピアニスト。 
ヤナッカラの保険監督官のクスタ・パーヴォラとヒルマ・カールソンの家に生まれる。1917年から1920年までヘルシンキ音楽研究所、1920年から翌年までベルリン高等音楽院、1921年から1924年までライプツィヒ音楽院で学び、1927年から断続的にパリで研鑽を積んだ。1924年から音楽評論を始める。1926年から演奏活動を始め、19274年から1965年までシベリウス音楽院と名称を改めた母校で教鞭をとった。1948年にはプロ・フィンランディア・メダルを受賞。  
主な門下にエイナル・エングルンドやティモ・ミッキラ等がいる。 